# Glàndula metapleural

Cos de una formiga obrera: la glàndula metapleural es troba a la part posterior del tòrax.

Les glàndules metapleurals (també anomenades glàndules metasternals o metathoràciques) són glàndules secretores úniques de les formigues i basals en la història evolutiva de les formigues. Són responsables de la producció d'un líquid antibiòtic que després es recull en un dipòsit a la part posterior de l'alitrunk de la formiga. Aquests embassaments també es coneixen com a bulla i varien en grandària entre espècies de formigues i també entre castes de la mateixa espècie.